# 辦公室小野
办公室小野，本名周晓慧，1994年7月23日出生于四川省成都市，毕业于四川师范大学文理学院，短视频创作者 。
2017年2月，因发布《饮水机煮火锅》等视频而受人关注，并在2017年全年累计摘得4座重量级金秒奖 。2018年2月，办公室小野获 YouTube 最佳金色百万粉丝奖。2018年6月，受邀参加美国红人大会。

## 早年经历
大四的时候，小野经老师推荐去了成都电视台实习，策划拍摄剪辑全程参与，之后他面试一家公司洋葱视频，正式成为洋葱视频的一名美食视频策划，这是他人生中的第1份正式工作。

## 人物经历
- 2016年，毕业于四川师范大学文理学院编导专业 [5]。
- 2017年，周晓慧获得中国首个新媒体短视频奖项-金秒奖的最佳女主角 [6]。
- 办公室小野荣获YouTube最佳金色百万粉丝奖 [7]。